# Гомоатомні мінерали
Мінерали гомоатомні (рос. минералы гомоатомные, англ. homoatomic minerals; нім. homoatomare Minerale n pl) — мінерали, які складаються з атомів однакового типу. До них належать всі прості речовини, за винятком інтерметалічних сполук.